# Irmãos da Floresta (Geórgia)
Os Irmãos da Floresta (em georgiano:  ტყის ძმები, tq'is dz'mebi) foram um grupo guerrilheiro consistindo principalmente de georgianos étnicos que permaneceram na república separatista da Abecásia após a derrota do exército regular georgiano na Guerra na Abecásia (1992–1993)  e resistiu à limpeza étnica dos georgianos no território disputado.
O grupo, juntamente com outro grupo guerrilheiro chamado Legião Branca, continuou a guerra de guerrilha de baixa intensidade contra as forças abecazes ao longo da linha de cessar-fogo no final da década de 1990 e início dos anos 2000.  De acordo com o Ministério do Interior da Geórgia, ao abrigo de sua guerra de guerrilha, os Irmãos da Floresta se envolveram em sequestros, contrabando e outros crimes. 
Os Irmãos da Floresta eram liderados por Dato Shengelia.  Shengelia dissolveu o grupo depois que Mikheil Saakashvili foi eleito presidente da Geórgia em janeiro de 2004. Em 4 de fevereiro de 2004, a polícia prendeu um grande número de Irmãos da Floresta em Zugdidi. Em 11 de fevereiro, Shengelia declarou que havia chegado a um acordo com o ministro do Interior, Giorgi Baramidze, para depor as armas. 
Em dezembro de 2006, Shengalia foi preso por posse de heroína e metadona,  e posteriormente condenado a 24 anos de prisão. No entanto, foi libertado em 2010 por conta de problemas de saúde. Em 22 de fevereiro de 2011, a delegação da Abecásia na 25.ª reunião sobre prevenção de incidentes em Chuburkhindji questionou a libertação de Shengelia e exigiu sua extradição do lado georgiano por vários crimes graves. 